# Re'em

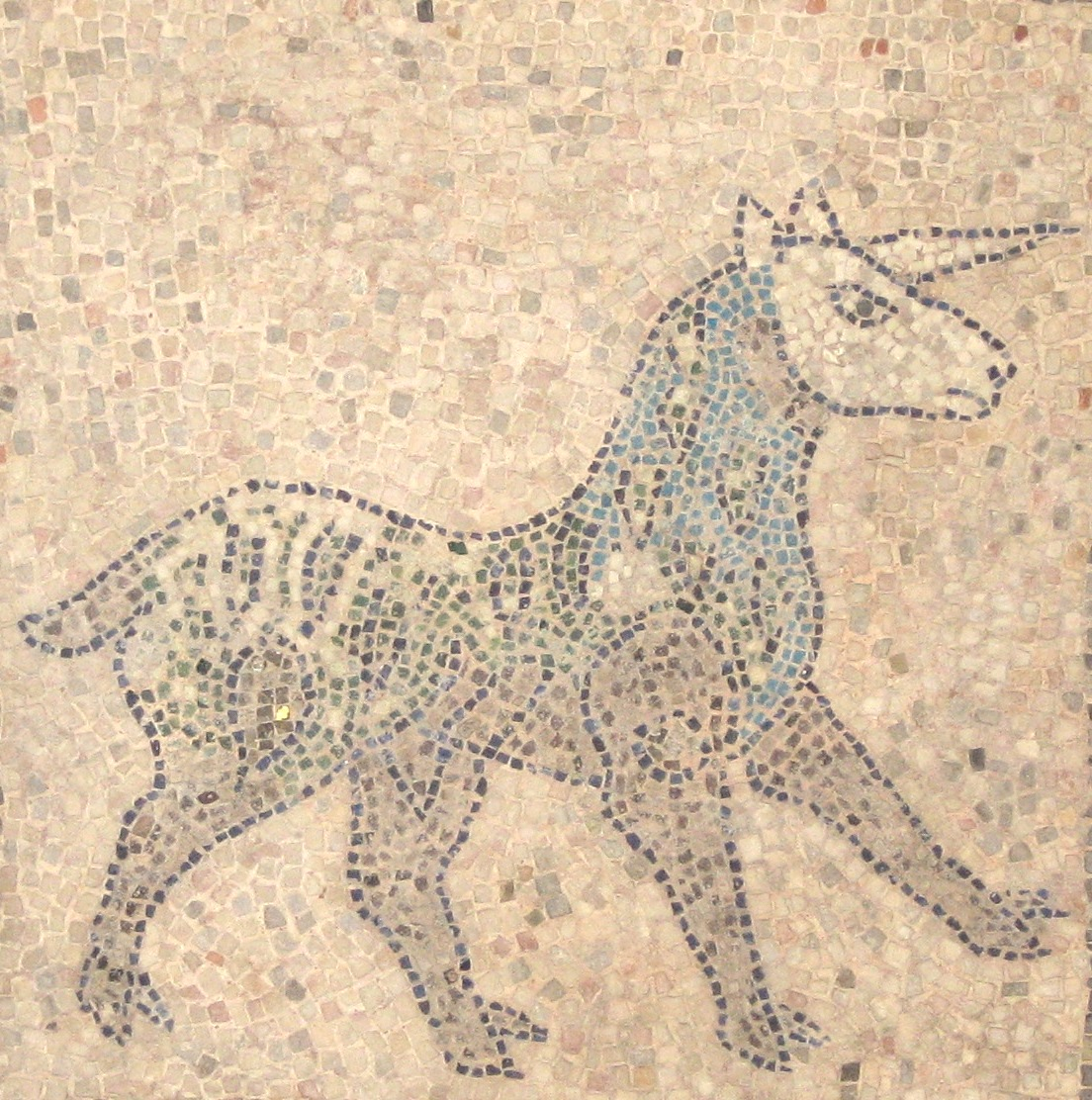
Detalle de un antiguo mosaico de pisos que data del año 1213, Basílica de San Juan Evangelista, Rávena

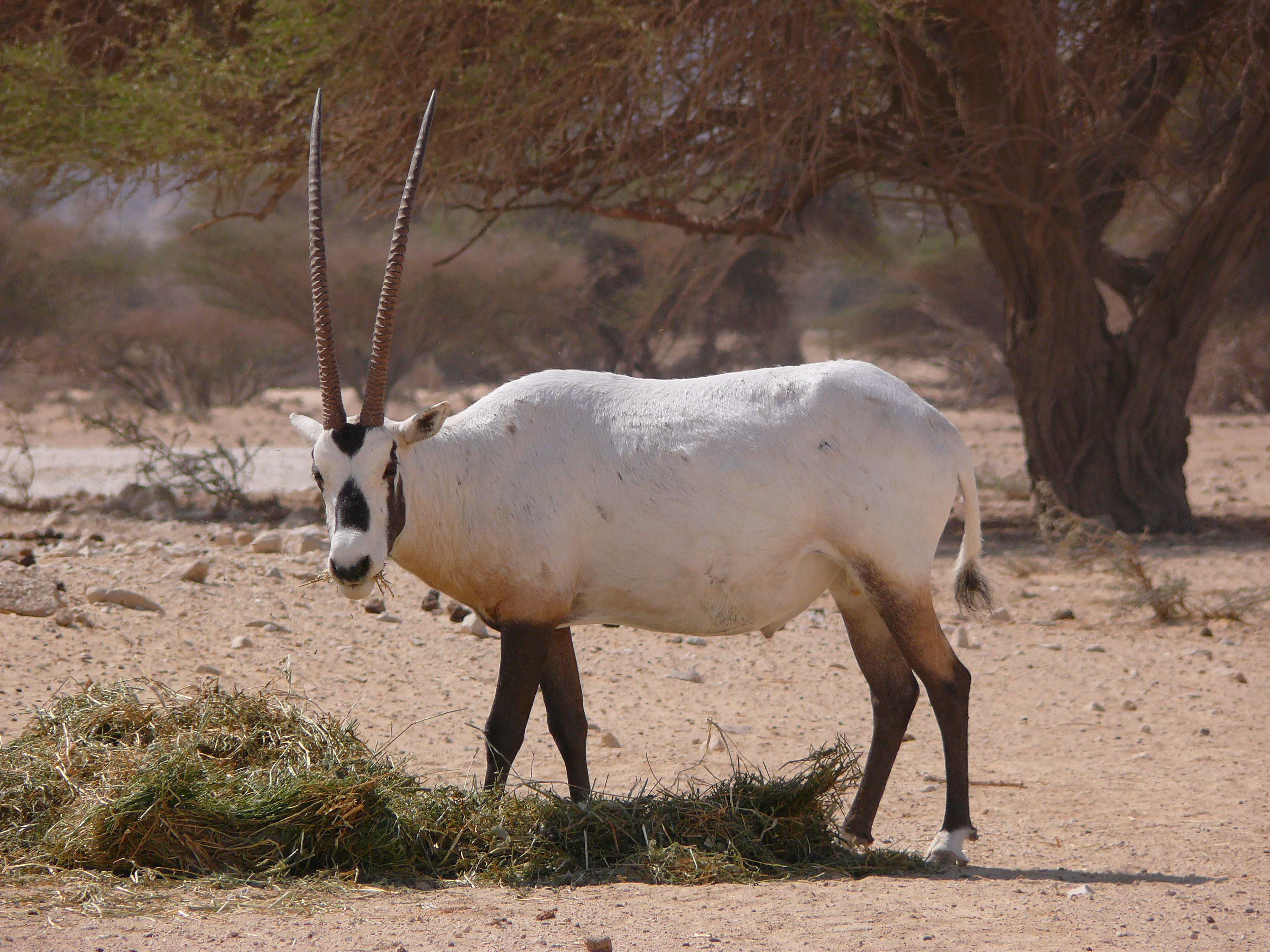
Oryx en la Reserva Natural de Yotvata Hai-Bar en Israel

Un re'em, también reëm (en hebreo: רְאֵם), es un animal mencionado nueve veces en la Biblia hebrea. Se le ha traducido como «unicornio» en la versión del rey Jacobo, y en algunas traducciones bíblicas cristianas como «oryx» (que fue aceptado como referente en el hebreo moderno), «buey salvaje», «toro salvaje», «búfalo» o «rinoceronte».

## Traducción
La versión bíblica del rey Jacobo del Libro de Job siguió a la Septuaginta y a la Vulgata de Jerónimo en la traducción de re'em a unicornio:

«¿Estará el unicornio dispuesto a servirte, o permanecerá junto a tu cuna? ¿Atarás al unicornio con su banda en el surco, o arará los valles tras de ti? ¿Confiarás en él, porque su fuerza es grande, o le dejarás tu trabajo? ¿Creerás en él, que traerá a casa tu semilla, y la recogerá en tu granero?»
Job 39:9-12

Algunas traducciones de la Biblia al inglés, incluyendo la American Standard Version y la New American Standard Bible, interpretan re'em como «buey salvaje».[cita requerida]

## Mitología judía
En el folclore judío, el re'em era más grande que una montaña y podía represar el río Jordán con su estiércol. Para sobrevivir durante el diluvio, Noé tuvo que atar sus cuernos al costado del Arca para que su fosa nasal pudiera sobresalir dentro del Arca, permitiendo al animal respirar. El rey David, siendo aún pastor, confundió su cuerno con una montaña y se subió a ella, y entonces el re'em se elevó, llevando a David hasta los cielos. Éste rezó a Dios para que lo salvara, y entonces un león pasó por delante del re'em. Cuando el re'em se inclinó ante el rey de las bestias, David se bajó pero fue amenazado por el león. Volvió a rezar y pasó un animal para que el león lo persiguiera y dejara a David ileso.
El re'em también se menciona en el Tractate Zebahim 113b, donde se dice en pocas palabras que fue necesario un tremendo milagro para que uno sobreviviera al diluvio. La asociación puede estar vinculada a la bestia mítica Behemoth, descrita en otros ámbitos de la mitología judía, la Agadá y la Cábala, debido a los sorprendentes paralelismos entre ambas bestias.

## En la cultura popular

### Libros
Clasificación del MM: XXXX

## Nota
1. ↑  Rowling, 2001, «Bestias fantásticas de la A a la Z».